# Giải quần vợt Pháp Mở rộng 2021
Giải quần vợt Pháp Mở rộng 2021 là một giải quần vợt Grand Slam thi đấu trên mặt sân đất nện ngoài trời. Giải đấu được diễn ra tại Stade Roland Garros ở Paris, Pháp, từ ngày 30 tháng 5 đến ngày 13 tháng 6 năm 2021, bao gồm các nội dung đơn, đôi và đôi nam nữ. Vòng loại diễn ra từ ngày 24 tháng 5 đến ngày 28 tháng 5. Giải đấu cũng có nội dung trẻ và xe lăn. Rafael Nadal là đương kim vô địch nội dung đơn nam, và Iga Świątek là đương kim vô địch nội dung đơn nữ.
Đây là lần thứ 125 Giải quần vợt Pháp Mở rộng được tổ chức và là giải Grand Slam thứ hai trong năm 2021. Vòng đấu chính nội dung đơn bao gồm 16 tay vợt vượt qua vòng loại cho nam và 16 tay vợt vượt qua vòng loại cho nữ trong số 128 tay vợt ở mỗi nội dung, giải Grand Slam cuối cùng vẫn có 128 tay vợt nữ tham dự vòng loại thay vì 96 như ba giải khác.
Novak Djokovic là nhà vô địch nội dung đơn nam, giành danh hiệu đơn Grand Slam thứ 19 và là tay vợt nam đầu tiên giành hai lần Grand Slam sự nghiệp trong Kỷ nguyên Mở, đánh bại Stefanos Tsitsipas trong trận chung kết. Barbora Krejčíková là nhà vô địch nội dung đơn nữ, giành danh hiệu đơn Grand Slam đầu tiên, đánh bại Anastasia Pavlyuchenkova trong trận chung kết. Đây là lần đầu tiên ở giải đấu cả hai nhà vô địch đều đến từ các quốc gia ngữ tộc Slav là Serbia và Cộng hòa Séc.
Đây là lần đầu tiên giải đấu có các trận đấu diễn ra vào ban đêm, cùng với Giải quần vợt Úc Mở rộng và Giải quần vợt Mỹ Mở rộng, có một trận đấu bắt đầu vào 21:00 theo giờ địa phương mỗi ngày.
Nội dung đôi nam nữ trở lại sau 1 năm không diễn ra, mặc dù chỉ có 16 đôi thay vì 32.

## Ảnh hưởng của đại dịch COVID-19
Thời gian bắt đầu giải đấu trở lại với lịch thi đấu truyền thống vào cuối tháng 5 sau khi bị hoãn sang tháng 9 năm 2020 do đại dịch COVID-19. Vào ngày 8 tháng 4, lịch thi đấu ban đầu bị hoãn lại 1 tuần bởi Liên đoàn quần vợt Pháp do lệnh phong tỏa quốc gia thứ ba và lệnh giới nghiêm được ban hành tuần trước ở Pháp, với ngày thi đấu đầu tiên của vòng loại lùi tới ngày 24 tháng 5, và ngày đầu tiên của vòng đấu chính lùi tới ngày 30 tháng 5. Việc hoãn lại được thực hiện với hy vọng các hạn chế sẽ được nới lỏng trong thời gian diễn ra giải đấu, bao gồm cả khả năng cho phép khán giả vào sân.
Khi bắt đầu giải đấu, các sân chính có giới hạn 1,000 khán giả, và khán giả không được vào sân sau 21:00 tối do lệnh giới nghiêm trên toàn quốc. Điều này khiến các trận đấu ban đêm sẽ diễn ra mà không có khán giả. Bắt đầu từ ngày 9 tháng 6, giờ giới nghiêm được chuyển sang 23:00, và sân trung tâm được phép mở rộng đến 5,000 khán giả.

## Tóm tắt kết quả
Đơn nam
| Đơn nam                  | Đơn nam                     | Đơn nam                     | Đơn nam                    |
| Nhà vô địch              | Nhà vô địch                 | Á quân                      | Á quân                     |
| ------------------------ | --------------------------- | --------------------------- | -------------------------- |
| Novak Djokovic [1]       | Novak Djokovic [1]          | Stefanos Tsitsipas [5]      | Stefanos Tsitsipas [5]     |
| Thua bán kết             |                             |                             |                            |
| Rafael Nadal [3]         | Rafael Nadal [3]            | Alexander Zverev [6]        | Alexander Zverev [6]       |
| Thua tứ kết              |                             |                             |                            |
| Matteo Berrettini [9]    | Diego Schwartzman [10]      | Alejandro Davidovich Fokina | Daniil Medvedev [2]        |
| Thua vòng 4              |                             |                             |                            |
| Lorenzo Musetti          | Roger Federer [8]           | Jannik Sinner [18]          | Jan-Lennard Struff         |
| Kei Nishikori            | Federico Delbonis           | Pablo Carreño Busta [12]    | Cristian Garín [22]        |
| Thua vòng 3              |                             |                             |                            |
| Ričardas Berankis        | Marco Cecchinato            | Kwon Soon-woo               | Dominik Koepfer            |
| Cameron Norrie           | Mikael Ymer                 | Philipp Kohlschreiber (PR)  | Carlos Alcaraz (Q)         |
| Laslo Đere               | Henri Laaksonen (Q)         | Casper Ruud [15]            | Fabio Fognini [27]         |
| John Isner [31]          | Steve Johnson               | Marcos Giron                | Reilly Opelka [32]         |
| Thua vòng 2              |                             |                             |                            |
| Pablo Cuevas             | James Duckworth             | Alex de Minaur [21]         | Yoshihito Nishioka         |
| Federico Coria           | Andreas Seppi               | Taylor Fritz [30]           | Marin Čilić                |
| Richard Gasquet          | Lloyd Harris                | Gianluca Mager              | Gaël Monfils [14]          |
| Aljaž Bedene             | Aslan Karatsev [24]         | Nikoloz Basilashvili [28]   | Facundo Bagnis             |
| Roman Safiullin (Q)      | Miomir Kecmanović           | Karen Khachanov [23]        | Roberto Bautista Agut [11] |
| Kamil Majchrzak (PR)     | Botic van de Zandschulp (Q) | Márton Fucsovics            | Pablo Andújar              |
| Pedro Martínez           | Filip Krajinović            | Thiago Monteiro             | Enzo Couacaud (WC)         |
| Guido Pella              | Mackenzie McDonald (Q)      | Jaume Munar                 | Tommy Paul                 |
| Thua vòng 1              |                             |                             |                            |
| Tennys Sandgren          | Lucas Pouille               | Salvatore Caruso            | Ugo Humbert [29]           |
| Stefano Travaglia        | Yasutaka Uchiyama           | Jo-Wilfried Tsonga          | David Goffin [13]          |
| Taro Daniel (Q)          | Feliciano López             | Kevin Anderson              | Félix Auger-Aliassime [20] |
| João Sousa               | Mathias Bourgue (WC)        | Arthur Rinderknech (WC)     | Denis Istomin (Q)          |
| Alexei Popyrin           | Hugo Gaston (WC)            | Bjorn Fratangelo (Q)        | Lorenzo Sonego [26]        |
| Pierre-Hugues Herbert    | Peter Gojowczyk (LL)        | Roberto Carballés Baena     | Albert Ramos Viñolas       |
| Lu Yen-hsun (PR)         | Adrian Mannarino            | Fernando Verdasco           | Jenson Brooksby (Q)        |
| Dušan Lajović            | Bernabé Zapata Miralles (Q) | Benjamin Bonzi (WC)         | Andrey Rublev [7]          |
| Oscar Otte (Q)           | Carlos Taberner (Q)         | Corentin Moutet             | Dan Evans [25]             |
| Jiří Veselý              | Alessandro Giannessi (Q)    | Yannick Hanfmann            | Mario Vilella Martínez (Q) |
| Benoît Paire             | Arthur Cazaux (WC)          | Mikhail Kukushkin           | Hubert Hurkacz [19]        |
| Grégoire Barrère (WC)    | Gilles Simon                | Radu Albot                  | Dominic Thiem [4]          |
| Jérémy Chardy            | Sebastian Korda             | Maximilian Marterer (Q)     | Sam Querrey                |
| Francisco Cerúndolo (LL) | Frances Tiafoe              | Egor Gerasimov              | Norbert Gombos             |
| Grigor Dimitrov [16]     | Daniel Elahi Galán (Q)      | Emil Ruusuvuori             | Juan Ignacio Londero       |
| Andrej Martin            | Jordan Thompson             | Christopher O'Connell (WC)  | Alexander Bublik           |

Đơn nữ
| Đơn nữ                  | Đơn nữ                          | Đơn nữ                        | Đơn nữ                        |
| Nhà vô địch             | Nhà vô địch                     | Á quân                        | Á quân                        |
| ----------------------- | ------------------------------- | ----------------------------- | ----------------------------- |
| Barbora Krejčíková      | Barbora Krejčíková              | Anastasia Pavlyuchenkova [31] | Anastasia Pavlyuchenkova [31] |
| Thua bán kết            |                                 |                               |                               |
| Maria Sakkari [17]      | Maria Sakkari [17]              | Tamara Zidanšek               | Tamara Zidanšek               |
| Thua tứ kết             |                                 |                               |                               |
| Coco Gauff [24]         | Iga Świątek [8]                 | Elena Rybakina [21]           | Paula Badosa [33]             |
| Thua vòng 4             |                                 |                               |                               |
| Ons Jabeur [25]         | Sloane Stephens                 | Sofia Kenin [4]               | Marta Kostyuk                 |
| Serena Williams [7]     | Victoria Azarenka [15]          | Sorana Cîrstea                | Markéta Vondroušová [20]      |
| Thua vòng 3             |                                 |                               |                               |
| Magda Linette           | Jennifer Brady [13]             | Karolína Muchová [18]         | Elina Svitolina [5]           |
| Jessica Pegula [28]     | Elise Mertens [14]              | Varvara Gracheva              | Anett Kontaveit [30]          |
| Danielle Collins        | Elena Vesnina (PR)              | Madison Keys [23]             | Aryna Sabalenka [3]           |
| Kateřina Siniaková      | Daria Kasatkina                 | Polona Hercog                 | Ana Bogdan                    |
| Thua vòng 2             |                                 |                               |                               |
| Ashleigh Barty [1]      | Astra Sharma (WC)               | Wang Qiang                    | Fiona Ferro                   |
| Karolína Plíšková [9]   | Varvara Lepchenko (Q)           | Ekaterina Alexandrova [32]    | Ann Li                        |
| Hailey Baptiste (Q)     | Tereza Martincová               | Jasmine Paolini               | Zarina Diyas                  |
| Zheng Saisai            | Camila Giorgi                   | Kristina Mladenovic           | Rebecca Peterson              |
| Mihaela Buzărnescu (PR) | Anhelina Kalinina (Q)           | Nao Hibino                    | Petra Kvitová [11]            |
| Clara Tauson            | Leylah Annie Fernandez          | Ajla Tomljanović              | Aliaksandra Sasnovich         |
| Madison Brengle         | Veronika Kudermetova [29]       | Martina Trevisan              | Belinda Bencic [10]           |
| Caroline Garcia         | Harmony Tan (WC)                | Danka Kovinić                 | Naomi Osaka [2]               |
| Thua vòng 1             |                                 |                               |                               |
| Bernarda Pera           | Chloé Paquet (WC)               | Irina Bara (Q)                | Yulia Putintseva              |
| Aleksandra Krunić (Q)   | Hsieh Su-wei                    | Liang En-shuo (Q)             | Anastasija Sevastova          |
| Donna Vekić             | Carla Suárez Navarro            | Zhang Shuai                   | Andrea Petkovic (PR)          |
| Venus Williams          | Kristýna Plíšková               | Margarita Gasparyan           | Océane Babel (WC)             |
| Jeļena Ostapenko        | Anna Blinkova                   | Ivana Jorović (PR)            | Zhu Lin                       |
| Katarina Zavatska (Q)   | Stefanie Vögele (Q)             | Heather Watson                | Storm Sanders (Q)             |
| Garbiñe Muguruza [12]   | Sara Sorribes Tormo             | Lara Arruabarrena (Q)         | Petra Martić [22]             |
| Viktorija Golubic       | Anna Karolína Schmiedlová (Q)   | Shelby Rogers                 | Kaja Juvan                    |
| Irina-Camelia Begu      | Arantxa Rus                     | Wang Xiyu (Q)                 | Angelique Kerber [26]         |
| Elsa Jacquemot (WC)     | Nina Stojanović                 | Olga Govortsova (LL)          | Greet Minnen (Q)              |
| Svetlana Kuznetsova     | Ekaterine Gorgodze (Q)          | Anastasia Potapova            | Océane Dodin (WC)             |
| Christina McHale        | Kateryna Kozlova (PR)           | Diane Parry (WC)              | Ana Konjuh (Q)                |
| Bianca Andreescu [6]    | María Camila Osorio Serrano (Q) | Marie Bouzková                | Amanda Anisimova              |
| Johanna Konta [19]      | Alison Van Uytvanck             | Misaki Doi                    | Nadia Podoroska               |
| Kiki Bertens [16]       | Laura Siegemund                 | Alizé Cornet                  | Kaia Kanepi                   |
| Lauren Davis            | Clara Burel (WC)                | Elisabetta Cocciaretto (LL)   | Patricia Maria Țig            |

## Tóm tắt từng ngày

### Ngày 1 (30 tháng 5)
- Hạt giống bị loại:
  - Đơn nam:  Dominic Thiem [4],  Grigor Dimitrov [16],  Hubert Hurkacz [19],  Dan Evans [25]
  - Đơn nữ:  Angelique Kerber [26]
- Lịch thi đấu

| Trận đấu trên Sân chính                             | Trận đấu trên Sân chính                             | Trận đấu trên Sân chính                             | Trận đấu trên Sân chính                             |
| Trận đấu trên Sân Philippe Chatrier (Sân Trung tâm) | Trận đấu trên Sân Philippe Chatrier (Sân Trung tâm) | Trận đấu trên Sân Philippe Chatrier (Sân Trung tâm) | Trận đấu trên Sân Philippe Chatrier (Sân Trung tâm) |
| Sự kiện                                             | Người thắng trận                                    | Người thua cuộc                                     | Tỷ số                                               |
| --------------------------------------------------- | --------------------------------------------------- | --------------------------------------------------- | --------------------------------------------------- |
| Vòng 1 đơn nữ                                       | Naomi Osaka [2]                                     | Patricia Maria Țig                                  | 6–4, 7–6(7–4)                                       |
| Vòng 1 đơn nam                                      | Pablo Andújar                                       | Dominic Thiem [4]                                   | 4–6, 5–7, 6–3, 6–4, 6–4                             |
| Vòng 1 đơn nữ                                       | Victoria Azarenka [15]                              | Svetlana Kuznetsova                                 | 6–4, 2–6, 6–3                                       |
| Vòng 1 đơn nam                                      | Stefanos Tsitsipas [5]                              | Jérémy Chardy                                       | 7–6(8–6), 6–3, 6–1                                  |
| Trận đấu trên Sân Suzanne Lenglen (Grandstand)      |                                                     |                                                     |                                                     |
| Sự kiện                                             | Người thắng trận                                    | Người thua cuộc                                     | Tỷ số                                               |
| Vòng 1 đơn nam                                      | Fabio Fognini [27]                                  | Grégoire Barrère [WC]                               | 6–4, 6–1, 6–4                                       |
| Vòng 1 đơn nữ                                       | Petra Kvitová [11]                                  | Greet Minnen [Q]                                    | 6–7(3–7), 7–6(7–5), 6–1                             |
| Vòng 1 đơn nữ                                       | Aryna Sabalenka [3]                                 | Ana Konjuh [Q]                                      | 6–4, 6–3                                            |
| Vòng 1 đơn nam                                      | Alexander Zverev [6]                                | Oscar Otte                                          | 3–6, 3–6, 6–2, 6–2, 6–0                             |
| Trận đấu trên Sân Simonne Mathieu                   |                                                     |                                                     |                                                     |
| Sự kiện                                             | Người thắng trận                                    | Người thua cuộc                                     | Tỷ số                                               |
| Vòng 1 đơn nữ                                       | Danka Kovinić                                       | Clara Burel [WC]                                    | 6–3, 7–6(10–8)                                      |
| Vòng 1 đơn nam                                      | Márton Fucsovics                                    | Gilles Simon                                        | 6–4, 6–1, 7–6(7–5)                                  |
| Vòng 1 đơn nam                                      | Laslo Đere                                          | Corentin Moutet                                     | 6–3, 6–7(10–12), 7–6(7–2), 7–5                      |
| Vòng 1 đơn nữ                                       | Madison Keys [23]                                   | Océane Dodin [WC]                                   | 6–3, 3–6, 6–1                                       |

### Ngày 2 (31 tháng 5)
- Hạt giống bị loại:
  - Đơn nam:  David Goffin [13],  Lorenzo Sonego [26]
  - Đơn nữ:  Bianca Andreescu [6],  Garbiñe Muguruza [12],  Kiki Bertens [16],  Johanna Konta [19],  Petra Martić [22]
- Lịch thi đấu

| Trận đấu trên Sân chính | Trận đấu trên Sân chính                             | Trận đấu trên Sân chính                             | Trận đấu trên Sân chính                             |
| Trận đấu trên Sân Philippe Chatrier (Sân Trung tâm)                                                                            | Trận đấu trên Sân Philippe Chatrier (Sân Trung tâm) | Trận đấu trên Sân Philippe Chatrier (Sân Trung tâm) | Trận đấu trên Sân Philippe Chatrier (Sân Trung tâm) |
| Sự kiện | Người thắng trận                                    | Người thua cuộc                                     | Tỷ số                                               |
| --- | --------------------------------------------------- | --------------------------------------------------- | --------------------------------------------------- |
| Vòng 1 đơn nữ | Iga Świątek [8]                                     | Kaja Juvan                                          | 6–0, 7–5                                            |
| Vòng 1 đơn nam | Daniil Medvedev [2]                                 | Alexander Bublik                                    | 6–3, 6–3, 7–5                                       |
| Vòng 1 đơn nam | Roger Federer [8]                                   | Denis Istomin                                       | 6–2, 6–4, 6–3                                       |
| Vòng 1 đơn nữ | Serena Williams [7]                                 | Irina-Camelia Begu                                  | 7–6(8–6), 6–2                                       |
| Trận đấu trên Sân Suzanne Lenglen (Grandstand)                                                                                 |                                                     |                                                     |                                                     |
| Sự kiện | Người thắng trận                                    | Người thua cuộc                                     | Tỷ số                                               |
| Vòng 1 đơn nam | Jannik Sinner [18]                                  | Pierre-Hugues Herbert                               | 6–1, 4–6, 6–7(4–7), 7–5, 6–4                        |
| Vòng 1 đơn nữ | Caroline Garcia                                     | Laura Siegemund                                     | 6–3, 6–1                                            |
| Vòng 1 đơn nữ | Sofia Kenin [4]                                     | Jeļena Ostapenko                                    | 6–4, 4–6, 6–3                                       |
| Vòng 1 đơn nam | Yoshihito Nishioka                                  | Jo-Wilfried Tsonga                                  | 6–4, 6–2, 3–6, 7–6(7–5)                             |
| Trận đấu trên Sân Simonne Mathieu                                                                                              |                                                     |                                                     |                                                     |
| Sự kiện | Người thắng trận                                    | Người thua cuộc                                     | Tỷ số                                               |
| Vòng 1 đơn nữ | Harmony Tan [WC]                                    | Alizé Cornet                                        | 6–4, 6–4                                            |
| Vòng 1 đơn nam | Casper Ruud [15]                                    | Benoît Paire                                        | 5–7, 6–2, 6–1, 7–6(7–4)                             |
| Vòng 1 đơn nam | Marin Čilić                                         | Arthur Rinderknech [WC]                             | 7–6(8–6), 6–1, 6–2                                  |
| Vòng 1 đơn nữ | Marta Kostyuk                                       | Garbiñe Muguruza [12]                               | 6–1, 6–4                                            |
| Trận đấu được tô màu là trận đấu diễn ra vào ban đêm                                                                           |                                                     |                                                     |                                                     |
| Các trận đấu bắt đầu vào 11 giờ sáng (12 giờ sáng trên Sân Philippe Chatrier), các trận đấu ban đêm bắt đầu vào 9 giờ tối CEST |                                                     |                                                     |                                                     |

### Ngày 3 (1 tháng 6)
- Hạt giống bị loại:
  - Đơn nam:  Andrey Rublev [7],  Félix Auger-Aliassime [20],  Ugo Humbert [29]
  - Đơn nữ:  Naomi Osaka [2],[8]  Petra Kvitová [11]
  - Đôi nam:  Łukasz Kubot /  Marcelo Melo [8],  Henri Kontinen /  Édouard Roger-Vasselin [12]
- Lịch thi đấu

| Trận đấu trên Sân chính | Trận đấu trên Sân chính                             | Trận đấu trên Sân chính                             | Trận đấu trên Sân chính                             |
| Trận đấu trên Sân Philippe Chatrier (Sân Trung tâm)                                                                            | Trận đấu trên Sân Philippe Chatrier (Sân Trung tâm) | Trận đấu trên Sân Philippe Chatrier (Sân Trung tâm) | Trận đấu trên Sân Philippe Chatrier (Sân Trung tâm) |
| Sự kiện | Người thắng trận                                    | Người thua cuộc                                     | Tỷ số                                               |
| --- | --------------------------------------------------- | --------------------------------------------------- | --------------------------------------------------- |
| Vòng 1 đơn nữ | Elina Svitolina [5]                                 | Océane Babel [WC]                                   | 6–2, 7–5                                            |
| Vòng 1 đơn nữ | Ashleigh Barty [1]                                  | Bernarda Pera                                       | 6–4, 3–6, 6–2                                       |
| Vòng 1 đơn nam | Rafael Nadal [3]                                    | Alexei Popyrin                                      | 6–3, 6–2, 7–6(7–3)                                  |
| Vòng 1 đơn nam | Novak Djokovic [1]                                  | Tennys Sandgren                                     | 6–2, 6–4, 6–2                                       |
| Trận đấu trên Sân Suzanne Lenglen (Grandstand)                                                                                 |                                                     |                                                     |                                                     |
| Sự kiện | Người thắng trận                                    | Người thua cuộc                                     | Tỷ số                                               |
| Vòng 1 đơn nữ | Fiona Ferro                                         | Liang En-shuo [Q]                                   | 6–1, 1–6, 6–4                                       |
| Vòng 1 đơn nam | Gaël Monfils [14]                                   | Albert Ramos Viñolas                                | 1–6, 7–6(8–6), 6–4, 6–4                             |
| Vòng 1 đơn nam | Richard Gasquet                                     | Hugo Gaston [WC]                                    | 6–1, 6–4, 6–2                                       |
| Vòng 1 đơn nữ | Karolína Plíšková [9]                               | Donna Vekić                                         | 7–5, 6–4                                            |
| Trận đấu trên Sân Simonne Mathieu                                                                                              |                                                     |                                                     |                                                     |
| Sự kiện | Người thắng trận                                    | Người thua cuộc                                     | Tỷ số                                               |
| Vòng 1 đơn nam | Ričardas Berankis                                   | Ugo Humbert [29]                                    | 6–4, 6–4, 2–6, 6–4                                  |
| Vòng 1 đơn nữ | Kristina Mladenovic                                 | Anna Karolína Schmiedlová [Q]                       | 6–4, 6–0                                            |
| Vòng 1 đơn nam | Matteo Berrettini [9]                               | Taro Daniel [Q]                                     | 6–0, 6–4, 4–6, 6–4                                  |
| Vòng 1 đơn nữ | Sloane Stephens                                     | Carla Suárez Navarro                                | 3–6, 7–6(7–3), 6–4                                  |
| Trận đấu được tô màu là trận đấu diễn ra vào ban đêm                                                                           |                                                     |                                                     |                                                     |
| Các trận đấu bắt đầu vào 11 giờ sáng (12 giờ sáng trên Sân Philippe Chatrier), các trận đấu ban đêm bắt đầu vào 9 giờ tối CEST |                                                     |                                                     |                                                     |

### Ngày 4 (2 tháng 6)
- Hạt giống bị loại:
  - Đơn nam:  Roberto Bautista Agut [11],  Karen Khachanov [23]
  - Đơn nữ:  Belinda Bencic [10],  Veronika Kudermetova [29]
  - Đôi nam:  Nikola Mektić /  Mate Pavić [1]
  - Đôi nữ:  Alexa Guarachi /  Desirae Krawczyk [5],  Tímea Babos /  Vera Zvonareva [7]
- Lịch thi đấu

| Trận đấu trên Sân chính | Trận đấu trên Sân chính                             | Trận đấu trên Sân chính                             | Trận đấu trên Sân chính                             |
| Trận đấu trên Sân Philippe Chatrier (Sân Trung tâm)                                                                            | Trận đấu trên Sân Philippe Chatrier (Sân Trung tâm) | Trận đấu trên Sân Philippe Chatrier (Sân Trung tâm) | Trận đấu trên Sân Philippe Chatrier (Sân Trung tâm) |
| Sự kiện | Người thắng trận                                    | Người thua cuộc                                     | Tỷ số                                               |
| --- | --------------------------------------------------- | --------------------------------------------------- | --------------------------------------------------- |
| Vòng 2 đơn nữ | Markéta Vondroušová [20]                            | Harmony Tan [WC]                                    | 6–1, 6–3                                            |
| Vòng 2 đơn nam | Kei Nishikori                                       | Karen Khachanov [23]                                | 4–6, 6–2, 2–6, 6–4, 6–4                             |
| Vòng 2 đơn nữ | Serena Williams [7]                                 | Mihaela Buzărnescu [PR]                             | 6–3, 5–7, 6–1                                       |
| Vòng 2 đơn nam | Daniil Medvedev [2]                                 | Tommy Paul                                          | 3–6, 6–1, 6–4, 6–3                                  |
| Trận đấu trên Sân Suzanne Lenglen (Grandstand)                                                                                 |                                                     |                                                     |                                                     |
| Sự kiện | Người thắng trận                                    | Người thua cuộc                                     | Tỷ số                                               |
| Vòng 2 đơn nam | Alexander Zverev [6]                                | Roman Safiullin [Q]                                 | 7–6(7–4), 6–3, 7–6(7–1)                             |
| Vòng 2 đơn nữ | Polona Hercog                                       | Caroline Garcia                                     | 7–5, 6–4                                            |
| Vòng 2 đơn nam | Stefanos Tsitsipas [5]                              | Pedro Martínez                                      | 6–3, 6–4, 6–3                                       |
| Vòng 2 đơn nữ | Aryna Sabalenka [3]                                 | Aliaksandra Sasnovich                               | 7–5, 6–3                                            |
| Trận đấu trên Sân Simonne Mathieu                                                                                              |                                                     |                                                     |                                                     |
| Sự kiện | Người thắng trận                                    | Người thua cuộc                                     | Tỷ số                                               |
| Vòng 2 đơn nữ | Daria Kasatkina                                     | Belinda Bencic [10]                                 | 6–2, 6–2                                            |
| Vòng 2 đơn nam | Henri Laaksonen [Q]                                 | Roberto Bautista Agut [11]                          | 6–3, 2–6, 6–3, 6–2                                  |
| Vòng 2 đơn nữ | Victoria Azarenka [15]                              | Clara Tauson                                        | 7–5, 6–4                                            |
| Vòng 2 đơn nam | Pablo Carreño Busta [12]                            | Enzo Couacaud [WC]                                  | 2–6, 6–3, 6–4, 6–4                                  |
| Trận đấu được tô màu là trận đấu diễn ra vào ban đêm                                                                           |                                                     |                                                     |                                                     |
| Các trận đấu bắt đầu vào 11 giờ sáng (12 giờ sáng trên Sân Philippe Chatrier), các trận đấu ban đêm bắt đầu vào 9 giờ tối CEST |                                                     |                                                     |                                                     |

### Ngày 5 (3 tháng 6)
- Hạt giống bị loại:
  - Đơn nam:  Gaël Monfils [14],  Alex de Minaur [21],  Aslan Karatsev [24],  Nikoloz Basilashvili [28],  Taylor Fritz [30]
  - Đơn nữ:  Ashleigh Barty [1],  Karolína Plíšková [9],  Ekaterina Alexandrova [32]
  - Đôi nam:  Marcel Granollers /  Horacio Zeballos [4],  Ivan Dodig /  Filip Polášek [5], 
  Jérémy Chardy /  Fabrice Martin [13],  Raven Klaasen /  Ben McLachlan [15]
- Lịch thi đấu

| Trận đấu trên Sân chính | Trận đấu trên Sân chính                             | Trận đấu trên Sân chính                             | Trận đấu trên Sân chính                             |
| Trận đấu trên Sân Philippe Chatrier (Sân Trung tâm)                                                                            | Trận đấu trên Sân Philippe Chatrier (Sân Trung tâm) | Trận đấu trên Sân Philippe Chatrier (Sân Trung tâm) | Trận đấu trên Sân Philippe Chatrier (Sân Trung tâm) |
| Sự kiện | Người thắng trận                                    | Người thua cuộc                                     | Tỷ số                                               |
| --- | --------------------------------------------------- | --------------------------------------------------- | --------------------------------------------------- |
| Vòng 2 đơn nữ | Magda Linette                                       | Ashleigh Barty [1]                                  | 6–1, 2–2, bỏ cuộc                                   |
| Vòng 2 đơn nữ | Sloane Stephens                                     | Karolína Plíšková [9]                               | 7–5, 6–1                                            |
| Vòng 2 đơn nam | Roger Federer [8]                                   | Marin Čilić                                         | 6–2, 2–6, 7–6(7–4), 6–2                             |
| Vòng 2 đơn nam | Rafael Nadal [3]                                    | Richard Gasquet                                     | 6–0, 7–5, 6–2                                       |
| Trận đấu trên Sân Suzanne Lenglen (Grandstand)                                                                                 |                                                     |                                                     |                                                     |
| Sự kiện | Người thắng trận                                    | Người thua cuộc                                     | Tỷ số                                               |
| Vòng 2 đơn nữ | Elina Svitolina [5]                                 | Ann Li                                              | 6–0, 6–4                                            |
| Vòng 2 đơn nam | Mikael Ymer                                         | Gaël Monfils [14]                                   | 6–0, 2–6, 6–4, 6–3                                  |
| Vòng 2 đơn nam | Novak Djokovic [1]                                  | Pablo Cuevas                                        | 6–3, 6–2, 6–4                                       |
| Vòng 2 đơn nữ | Anett Kontaveit [30]                                | Kristina Mladenovic                                 | 6–2, 6–0                                            |
| Trận đấu trên Sân Simonne Mathieu                                                                                              |                                                     |                                                     |                                                     |
| Sự kiện | Người thắng trận                                    | Người thua cuộc                                     | Tỷ số                                               |
| Vòng 2 đơn nam | Matteo Berrettini [9]                               | Federico Coria                                      | 6–3, 6–3, 6–2                                       |
| Vòng 2 đơn nam | Jannik Sinner [18]                                  | Gianluca Mager                                      | 6–1, 7–5, 3–6, 6–3                                  |
| Vòng 2 đơn nữ | Jennifer Brady [13]                                 | Fiona Ferro                                         | 6–4, 2–6, 7–5                                       |
| Vòng 2 đơn nữ | Iga Świątek [8]                                     | Rebecca Peterson                                    | 6–1, 6–1                                            |
| Trận đấu được tô màu là trận đấu diễn ra vào ban đêm                                                                           |                                                     |                                                     |                                                     |
| Các trận đấu bắt đầu vào 11 giờ sáng (12 giờ sáng trên Sân Philippe Chatrier), các trận đấu ban đêm bắt đầu vào 9 giờ tối CEST |                                                     |                                                     |                                                     |

### Ngày 6 (4 tháng 6)
- Hạt giống bị loại:
  - Đơn nam:  Casper Ruud [15],  Fabio Fognini [27],  John Isner [31],  Reilly Opelka [32]
  - Đơn nữ:  Aryna Sabalenka [3],  Madison Keys [23]
  - Đôi nam:  Rajeev Ram /  Joe Salisbury [3],  John Peers /  Michael Venus [10], 
  Marcus Daniell /  Philipp Oswald [16]
  - Đôi nữ:  Xu Yifan /  Zhang Shuai [8],  Ellen Perez /  Zheng Saisai [13],  Nadiia Kichenok /  Raluca Olaru [16]
  - Đôi nam nữ:  Xu Yifan /  Bruno Soares [4]
- Lịch thi đấu

| Trận đấu trên Sân chính | Trận đấu trên Sân chính                             | Trận đấu trên Sân chính                             | Trận đấu trên Sân chính                             |
| Trận đấu trên Sân Philippe Chatrier (Sân Trung tâm)                                                                            | Trận đấu trên Sân Philippe Chatrier (Sân Trung tâm) | Trận đấu trên Sân Philippe Chatrier (Sân Trung tâm) | Trận đấu trên Sân Philippe Chatrier (Sân Trung tâm) |
| Sự kiện | Người thắng trận                                    | Người thua cuộc                                     | Tỷ số                                               |
| --- | --------------------------------------------------- | --------------------------------------------------- | --------------------------------------------------- |
| Vòng 3 đơn nữ | Victoria Azarenka [15]                              | Madison Keys [23]                                   | 6–2, 6–2                                            |
| Vòng 3 đơn nam | Alexander Zverev [6]                                | Laslo Đere                                          | 6–2, 7–5, 6–2                                       |
| Vòng 3 đơn nữ | Serena Williams [7]                                 | Danielle Collins                                    | 6–4, 6–4                                            |
| Vòng 3 đơn nam | Stefanos Tsitsipas [5]                              | John Isner [31]                                     | 5–7, 6–3, 7–6(7–3), 6–1                             |
| Trận đấu trên Sân Suzanne Lenglen (Grandstand)                                                                                 |                                                     |                                                     |                                                     |
| Sự kiện | Người thắng trận                                    | Người thua cuộc                                     | Tỷ số                                               |
| Vòng 3 đơn nữ | Elena Rybakina [21]                                 | Elena Vesnina [PR]                                  | 6–1, 6–4                                            |
| Vòng 3 đơn nam | Federico Delbonis                                   | Fabio Fognini [27]                                  | 6–4, 6–1, 6–3                                       |
| Vòng 3 đơn nam | Daniil Medvedev [2]                                 | Reilly Opelka [32]                                  | 6–4, 6–2, 6–4                                       |
| Vòng 3 đơn nữ | Markéta Vondroušová [20]                            | Polona Hercog                                       | 6–3, 6–3                                            |
| Trận đấu trên Sân Simonne Mathieu                                                                                              |                                                     |                                                     |                                                     |
| Sự kiện | Người thắng trận                                    | Người thua cuộc                                     | Tỷ số                                               |
| Vòng 3 đơn nữ | Anastasia Pavlyuchenkova [31]                       | Aryna Sabalenka [3]                                 | 6–4, 2–6, 6–0                                       |
| Vòng 3 đơn nam | Kei Nishikori                                       | Henri Laaksonen [Q]                                 | 7–5, bỏ cuộc                                        |
| Vòng 3 đơn nam | Pablo Carreño Busta [12]                            | Steve Johnson                                       | 6–4, 6–4, 6–2                                       |
| Vòng 3 đơn nữ | Paula Badosa [33]                                   | Ana Bogdan                                          | 2–6, 7–6(7–4), 6–4                                  |
| Trận đấu được tô màu là trận đấu diễn ra vào ban đêm                                                                           |                                                     |                                                     |                                                     |
| Các trận đấu bắt đầu vào 11 giờ sáng (12 giờ sáng trên Sân Philippe Chatrier), các trận đấu ban đêm bắt đầu vào 9 giờ tối CEST |                                                     |                                                     |                                                     |

### Ngày 7 (5 tháng 6)
- Hạt giống bị loại:
  - Đơn nữ:  Elina Svitolina [5],  Jennifer Brady [13],  Elise Mertens [14],  Karolína Muchová [18],  Jessica Pegula [28],  Anett Kontaveit [30]
  - Đôi nam:  Jamie Murray /  Bruno Soares [7],  Wesley Koolhof /  Jean-Julien Rojer [11]
  - Đôi nữ:  Shuko Aoyama /  Ena Shibahara [4],  Monica Niculescu /  Jeļena Ostapenko [12]
- Lịch thi đấu

| Trận đấu trên Sân chính | Trận đấu trên Sân chính                             | Trận đấu trên Sân chính                             | Trận đấu trên Sân chính                             |
| Trận đấu trên Sân Philippe Chatrier (Sân Trung tâm)                                                                            | Trận đấu trên Sân Philippe Chatrier (Sân Trung tâm) | Trận đấu trên Sân Philippe Chatrier (Sân Trung tâm) | Trận đấu trên Sân Philippe Chatrier (Sân Trung tâm) |
| Sự kiện | Người thắng trận                                    | Người thua cuộc                                     | Tỷ số                                               |
| --- | --------------------------------------------------- | --------------------------------------------------- | --------------------------------------------------- |
| Vòng 3 đơn nữ | Barbora Krejčíková                                  | Elina Svitolina [5]                                 | 6–3, 6–2                                            |
| Vòng 3 đơn nam | Novak Djokovic [1]                                  | Ričardas Berankis                                   | 6–1, 6–4, 6–1                                       |
| Vòng 3 đơn nữ | Iga Świątek [8]                                     | Anett Kontaveit [30]                                | 7–6(7–4), 6–0                                       |
| Vòng 3 đơn nam | Roger Federer [8]                                   | Dominik Koepfer                                     | 7–6,(7–5), 6–7(3–7), 7–6(7–4), 7–5                  |
| Trận đấu trên Sân Suzanne Lenglen (Grandstand)                                                                                 |                                                     |                                                     |                                                     |
| Sự kiện | Người thắng trận                                    | Người thua cuộc                                     | Tỷ số                                               |
| Vòng 3 đơn nam | Diego Schwartzman [10]                              | Philipp Kohlschreiber [PR]                          | 6–4, 6–2, 6–1                                       |
| Vòng 3 đơn nữ | Sofia Kenin [4]                                     | Jessica Pegula [28]                                 | 4–6, 6–1, 6–4                                       |
| Vòng 3 đơn nam | Rafael Nadal [3]                                    | Cameron Norrie                                      | 6–3, 6–3, 6–3                                       |
| Vòng 3 đơn nữ | Coco Gauff [24]                                     | Jennifer Brady [13]                                 | 6–1, bỏ cuộc                                        |
| Trận đấu trên Sân Simonne Mathieu                                                                                              |                                                     |                                                     |                                                     |
| Sự kiện | Người thắng trận                                    | Người thua cuộc                                     | Tỷ số                                               |
| Vòng 3 đơn nữ | Sloane Stephens                                     | Karolína Muchová [18]                               | 6–3, 7–5                                            |
| Vòng 3 đơn nam | Jan-Lennard Struff                                  | Carlos Alcaraz [Q]                                  | 6–4, 7–6(7–3), 6–2                                  |
| Vòng 3 đơn nữ | Maria Sakkari [17]                                  | Elise Mertens [14]                                  | 7–5, 6–7(2–7), 6–2                                  |
| Vòng 3 đơn nam | Matteo Berrettini [9]                               | Kwon Soon-woo                                       | 7–6(8–6), 6–3, 6–4                                  |
| Trận đấu được tô màu là trận đấu diễn ra vào ban đêm                                                                           |                                                     |                                                     |                                                     |
| Các trận đấu bắt đầu vào 11 giờ sáng (12 giờ sáng trên Sân Philippe Chatrier), các trận đấu ban đêm bắt đầu vào 9 giờ tối CEST |                                                     |                                                     |                                                     |

### Ngày 8 (6 tháng 6)
- Hạt giống bị loại:
  - Đơn nam:  Roger Federer [8],  Pablo Carreño Busta [12],  Cristian Garín [22]
  - Đơn nữ:  Serena Williams [7],  Victoria Azarenka [15],  Markéta Vondroušová [20]
  - Đôi nam:  Sander Gillé /  Joran Vliegen [14]
  - Đôi nữ:  Hsieh Su-wei /  Elise Mertens [1],  Lucie Hradecká /  Laura Siegemund [10]
- Lịch thi đấu

| Trận đấu trên Sân chính | Trận đấu trên Sân chính                             | Trận đấu trên Sân chính                             | Trận đấu trên Sân chính                             |
| Trận đấu trên Sân Philippe Chatrier (Sân Trung tâm)                                                                            | Trận đấu trên Sân Philippe Chatrier (Sân Trung tâm) | Trận đấu trên Sân Philippe Chatrier (Sân Trung tâm) | Trận đấu trên Sân Philippe Chatrier (Sân Trung tâm) |
| Sự kiện | Người thắng trận                                    | Người thua cuộc                                     | Tỷ số                                               |
| --- | --------------------------------------------------- | --------------------------------------------------- | --------------------------------------------------- |
| Vòng 4 đơn nữ | Anastasia Pavlyuchenkova [31]                       | Victoria Azarenka [15]                              | 5–7, 6–3, 6–2                                       |
| Vòng 4 đơn nam | Stefanos Tsitsipas [5]                              | Pablo Carreño Busta [12]                            | 6–3, 6–2, 7–5                                       |
| Vòng 4 đơn nữ | Elena Rybakina [21]                                 | Serena Williams [7]                                 | 6–3, 7–5                                            |
| Vòng 4 đơn nam | Alexander Zverev [6]                                | Kei Nishikori                                       | 6–4, 6–1, 6–1                                       |
| Trận đấu trên Sân Suzanne Lenglen (Grandstand)                                                                                 |                                                     |                                                     |                                                     |
| Sự kiện | Người thắng trận                                    | Người thua cuộc                                     | Tỷ số                                               |
| Vòng 4 đơn nữ | Tamara Zidanšek                                     | Sorana Cîrstea                                      | 7–6(7–4), 6–1                                       |
| Vòng 4 đơn nữ | Paula Badosa [33]                                   | Markéta Vondroušová [20]                            | 6–4, 3–6, 6–2                                       |
| Vòng 4 đơn nam | Daniil Medvedev [2]                                 | Cristian Garín [22]                                 | 6–2, 6–1, 7–5                                       |
| Vòng 4 đơn nam | Alejandro Davidovich Fokina                         | Federico Delbonis                                   | 6–4, 6–4, 4–6, 6–4                                  |
| Trận đấu trên Sân Simonne Mathieu                                                                                              |                                                     |                                                     |                                                     |
| Sự kiện | Người thắng trận                                    | Người thua cuộc                                     | Tỷ số                                               |
| Vòng 3 đôi nữ | Irina-Camelia Begu Nadia Podoroska                  | Clara Burel [WC] Chloé Paquet [WC]                  | 6–3, 6–1                                            |
| Vòng 3 đôi nữ | Bethanie Mattek-Sands [14] Iga Świątek [14]         | Hsieh Su-wei [1] Elise Mertens [1]                  | 5–7, 6–4, 7–5                                       |
| Vòng 3 đôi nam | Pierre-Hugues Herbert [6] Nicolas Mahut [6]         | Robin Haase Jan-Lennard Struff                      | 0–6, 6–3, 7–6(7–5)                                  |
| Tứ kết đôi nam nữ | Demi Schuurs [3] Wesley Koolhof [3]                 | Alexa Guarachi Neal Skupski                         | 6–4, 3–6, [10–5]                                    |
| Vòng 3 đôi nam | Hugo Nys Tim Pütz                                   | Romain Arneodo Benoît Paire                         | 6–4, 6–4                                            |
| Trận đấu được tô màu là trận đấu diễn ra vào ban đêm                                                                           |                                                     |                                                     |                                                     |
| Các trận đấu bắt đầu vào 11 giờ sáng (12 giờ sáng trên Sân Philippe Chatrier), các trận đấu ban đêm bắt đầu vào 9 giờ tối CEST |                                                     |                                                     |                                                     |

### Ngày 9 (7 tháng 6)
- Hạt giống bị loại:
  - Đơn nam:  Jannik Sinner [18]
  - Đơn nữ:  Sofia Kenin [4],  Ons Jabeur [25]
  - Đôi nữ:  Nicole Melichar /  Demi Schuurs [3],  Chan Hao-ching /  Latisha Chan [6],  Sharon Fichman /  Giuliana Olmos [9]
  - Đôi nam nữ:  Barbora Krejčíková /  Filip Polášek [1],  Nicole Melichar /  Rajeev Ram [2]
- Lịch thi đấu

| Trận đấu trên Sân chính | Trận đấu trên Sân chính                             | Trận đấu trên Sân chính                             | Trận đấu trên Sân chính                             |
| Trận đấu trên Sân Philippe Chatrier (Sân Trung tâm)                                                                            | Trận đấu trên Sân Philippe Chatrier (Sân Trung tâm) | Trận đấu trên Sân Philippe Chatrier (Sân Trung tâm) | Trận đấu trên Sân Philippe Chatrier (Sân Trung tâm) |
| Sự kiện | Người thắng trận                                    | Người thua cuộc                                     | Tỷ số                                               |
| --- | --------------------------------------------------- | --------------------------------------------------- | --------------------------------------------------- |
| Vòng 4 đơn nữ | Coco Gauff [24]                                     | Ons Jabeur [25]                                     | 6–3, 6–1                                            |
| Vòng 4 đơn nam | Novak Djokovic [1]                                  | Lorenzo Musetti                                     | 6–7(7–9), 6–7(2–7), 6–1, 6–0, 4–0, bỏ cuộc          |
| Vòng 4 đơn nam | Rafael Nadal [3]                                    | Jannik Sinner [18]                                  | 7–5, 6–3, 6–0                                       |
| Vòng 4 đơn nữ | Iga Świątek [8]                                     | Marta Kostyuk                                       | 6–3, 6–4                                            |
| Trận đấu trên Sân Suzanne Lenglen (Grandstand)                                                                                 |                                                     |                                                     |                                                     |
| Sự kiện | Người thắng trận                                    | Người thua cuộc                                     | Tỷ số                                               |
| Vòng 4 đơn nữ | Barbora Krejčíková                                  | Sloane Stephens                                     | 6–2, 6–0                                            |
| Vòng 4 đơn nam | Diego Schwartzman [10]                              | Jan-Lennard Struff                                  | 7–6(11–9), 6–4, 7–5                                 |
| Vòng 4 đơn nữ | Maria Sakkari [17]                                  | Sofia Kenin [4]                                     | 6–1, 6–3                                            |
| Tứ kết đôi nam nữ | Elena Vesnina [PR] Aslan Karatsev [PR]              | Nicole Melichar [2] Rajeev Ram [2]                  | 6–7(3–7), 6–2, [10–8]                               |
| Trận đấu trên Sân Simonne Mathieu                                                                                              |                                                     |                                                     |                                                     |
| Sự kiện | Người thắng trận                                    | Người thua cuộc                                     | Tỷ số                                               |
| Vòng 3 đôi nữ | Petra Martić Shelby Rogers                          | Sharon Fichman [9] Giuliana Olmos [9]               | 3–6, 6–1, 6–3                                       |
| Vòng 3 đôi nữ | Anastasia Pavlyuchenkova Elena Rybakina             | Nicole Melichar [3] Demi Schuurs [3]                | 6–4, 6–3                                            |
| Tứ kết đôi nam nữ | Giuliana Olmos Juan Sebastián Cabal                 | Barbora Krejčíková [1] Filip Polášek [1]            | 6–2, 5–7, [12–10]                                   |
| Tứ kết đôi nam | Alexander Bublik Andrey Golubev                     | Hugo Nys Tim Pütz                                   | 6–4, 6–4                                            |
| Trận đấu được tô màu là trận đấu diễn ra vào ban đêm                                                                           |                                                     |                                                     |                                                     |
| Các trận đấu bắt đầu vào 11 giờ sáng (12 giờ sáng trên Sân Philippe Chatrier), các trận đấu ban đêm bắt đầu vào 9 giờ tối CEST |                                                     |                                                     |                                                     |

### Ngày 10 (8 tháng 6)
- Hạt giống bị loại:
  - Đơn nam:  Daniil Medvedev [2]
  - Đơn nữ:  Elena Rybakina [21],  Paula Badosa [33]
  - Đôi nam:  Kevin Krawietz /  Horia Tecău [9]
  - Đôi nữ:  Darija Jurak /  Andreja Klepač [11]
  - Đôi nam nữ:  Demi Schuurs /  Wesley Koolhof [3]
- Lịch thi đấu

| Trận đấu trên Sân chính | Trận đấu trên Sân chính                             | Trận đấu trên Sân chính                             | Trận đấu trên Sân chính                             |
| Trận đấu trên Sân Philippe Chatrier (Sân Trung tâm)                                                                            | Trận đấu trên Sân Philippe Chatrier (Sân Trung tâm) | Trận đấu trên Sân Philippe Chatrier (Sân Trung tâm) | Trận đấu trên Sân Philippe Chatrier (Sân Trung tâm) |
| Sự kiện | Người thắng trận                                    | Người thua cuộc                                     | Tỷ số                                               |
| --- | --------------------------------------------------- | --------------------------------------------------- | --------------------------------------------------- |
| Tứ kết đơn nữ | Tamara Zidanšek                                     | Paula Badosa [33]                                   | 7–5, 4–6, 8–6                                       |
| Tứ kết đơn nữ | Anastasia Pavlyuchenkova [31]                       | Elena Rybakina [21]                                 | 6–7(2–7), 6–2, 9–7                                  |
| Tứ kết đơn nam | Alexander Zverev [6]                                | Alejandro Davidovich Fokina                         | 6–4, 6–1, 6–1                                       |
| Tứ kết đơn nam | Stefanos Tsitsipas [5]                              | Daniil Medvedev [2]                                 | 6–3, 7–6(7–3), 7–5                                  |
| Trận đấu trên Sân Suzanne Lenglen (Grandstand)                                                                                 |                                                     |                                                     |                                                     |
| Sự kiện | Người thắng trận                                    | Người thua cuộc                                     | Tỷ số                                               |
| Tứ kết đôi nam | Juan Sebastián Cabal [2] Robert Farah [2]           | Kevin Krawietz [9] Horia Tecău [9]                  | 6–2, 6–7(3–7), 7–5                                  |
| Tứ kết đôi nam | Pierre-Hugues Herbert [6] Nicolas Mahut [6]         | Tomislav Brkić Nikola Ćaćić                         | 7–6(7–5), 6–1                                       |
| Bán kết đôi nam nữ | Desirae Krawczyk Joe Salisbury                      | Giuliana Olmos Juan Sebastián Cabal                 | Bỏ cuộc trước trận đấu                              |
| Trận đấu trên Sân Simonne Mathieu                                                                                              |                                                     |                                                     |                                                     |
| Sự kiện | Người thắng trận                                    | Người thua cuộc                                     | Tỷ số                                               |
| Tứ kết đôi nữ | Barbora Krejčíková [2] Kateřina Siniaková [2]       | Karolína Plíšková Kristýna Plíšková                 | 6–4, 6–4                                            |
| Tứ kết đôi nữ | Bethanie Mattek-Sands [14] Iga Świątek [14]         | Darija Jurak [11] Andreja Klepač [11]               | 6–3, 6–2                                            |
| Bán kết đôi nam nữ | Elena Vesnina Aslan Karatsev                        | Demi Schuurs [3] Wesley Koolhof [3]                 | 6–4, 6–1                                            |
| Trận đấu được tô màu là trận đấu diễn ra vào ban đêm                                                                           |                                                     |                                                     |                                                     |
| Các trận đấu bắt đầu vào 11 giờ sáng (12 giờ sáng trên Sân Philippe Chatrier), các trận đấu ban đêm bắt đầu vào 9 giờ tối CEST |                                                     |                                                     |                                                     |

### Ngày 11 (9 tháng 6)
- Hạt giống bị loại:
  - Đơn nam:  Matteo Berrettini [9],  Diego Schwartzman [10]
  - Đơn nữ:  Iga Świątek [8],  Coco Gauff [24]
- Lịch thi đấu

| Trận đấu trên Sân chính                                                               | Trận đấu trên Sân chính                             | Trận đấu trên Sân chính                             | Trận đấu trên Sân chính                             |
| Trận đấu trên Sân Philippe Chatrier (Sân Trung tâm)                                   | Trận đấu trên Sân Philippe Chatrier (Sân Trung tâm) | Trận đấu trên Sân Philippe Chatrier (Sân Trung tâm) | Trận đấu trên Sân Philippe Chatrier (Sân Trung tâm) |
| Sự kiện                                                                               | Người thắng trận                                    | Người thua cuộc                                     | Tỷ số                                               |
| ------------------------------------------------------------------------------------- | --------------------------------------------------- | --------------------------------------------------- | --------------------------------------------------- |
| Tứ kết đơn nữ                                                                         | Barbora Krejčíková                                  | Coco Gauff [24]                                     | 7–6(8–6), 6–3                                       |
| Tứ kết đơn nữ                                                                         | Maria Sakkari [17]                                  | Iga Świątek [8]                                     | 6–4, 6–4                                            |
| Tứ kết đơn nam                                                                        | Rafael Nadal [3]                                    | Diego Schwartzman [10]                              | 6–3, 4–6, 6–4, 6–0                                  |
| Tứ kết đơn nam                                                                        | Novak Djokovic [1]                                  | Matteo Berrettini [9]                               | 6–3, 6–2, 6–7(5–7), 7–5                             |
| Trận đấu trên Sân Simonne Mathieu                                                     |                                                     |                                                     |                                                     |
| Sự kiện                                                                               | Người thắng trận                                    | Người thua cuộc                                     | Tỷ số                                               |
| Tứ kết đôi nữ                                                                         | Irina-Camelia Begu Nadia Podoroska                  | Petra Martić Shelby Rogers                          | 6–3, 4–6, 6–2                                       |
| Tứ kết đôi nữ                                                                         | Magda Linette Bernarda Pera                         | Anastasia Pavlyuchenkova Elena Rybakina             | 7–5, 4–6, 6–2                                       |
| Trận đấu được tô màu là trận đấu diễn ra vào ban đêm                                  |                                                     |                                                     |                                                     |
| Các trận đấu bắt đầu vào 11 giờ sáng, các trận đấu ban đêm bắt đầu vào 8 giờ tối CEST |                                                     |                                                     |                                                     |

### Ngày 12 (10 tháng 6)
- Hạt giống bị loại:
  - Đơn nữ:  Maria Sakkari [17]
  - Đôi nam:  Juan Sebastián Cabal /  Robert Farah [2]
- Lịch thi đấu

| Trận đấu trên Sân chính                             | Trận đấu trên Sân chính                             | Trận đấu trên Sân chính                             | Trận đấu trên Sân chính                             |
| Trận đấu trên Sân Philippe Chatrier (Sân Trung tâm) | Trận đấu trên Sân Philippe Chatrier (Sân Trung tâm) | Trận đấu trên Sân Philippe Chatrier (Sân Trung tâm) | Trận đấu trên Sân Philippe Chatrier (Sân Trung tâm) |
| Sự kiện                                             | Người thắng trận                                    | Người thua cuộc                                     | Tỷ số                                               |
| --------------------------------------------------- | --------------------------------------------------- | --------------------------------------------------- | --------------------------------------------------- |
| Chung kết đôi nam nữ                                | Desirae Krawczyk Joe Salisbury                      | Elena Vesnina Aslan Karatsev                        | 2–6, 6–4, [10–5]                                    |
| Bán kết đơn nữ                                      | Anastasia Pavlyuchenkova [31]                       | Tamara Zidanšek                                     | 7–5, 6–3                                            |
| Bán kết đơn nữ                                      | Barbora Krejčíková                                  | Maria Sakkari [17]                                  | 7–5, 4–6, 9–7                                       |
| Trận đấu trên Sân Simonne Mathieu                   |                                                     |                                                     |                                                     |
| Sự kiện                                             | Người thắng trận                                    | Người thua cuộc                                     | Tỷ số                                               |
| Bán kết đôi nam                                     | Alexander Bublik Andrey Golubev                     | Pablo Andújar Pedro Martínez                        | 1–6, 6–4, 6–4                                       |
| Bán kết đôi nam                                     | Pierre-Hugues Herbert [6] Nicolas Mahut [6]         | Juan Sebastián Cabal [2] Robert Farah [2]           | 6–7(2–7), 7–6(7–2), 6–4                             |
| Các trận đấu bắt đầu vào 12 giờ trưa CEST           |                                                     |                                                     |                                                     |

### Ngày 13 (11 tháng 6)
- Hạt giống bị loại:
  - Đơn nam:  Rafael Nadal [3],  Alexander Zverev [6]
- Lịch thi đấu

| Trận đấu trên Sân chính                                                            | Trận đấu trên Sân chính                             | Trận đấu trên Sân chính                             | Trận đấu trên Sân chính                             |
| Trận đấu trên Sân Philippe Chatrier (Sân Trung tâm)                                | Trận đấu trên Sân Philippe Chatrier (Sân Trung tâm) | Trận đấu trên Sân Philippe Chatrier (Sân Trung tâm) | Trận đấu trên Sân Philippe Chatrier (Sân Trung tâm) |
| Sự kiện                                                                            | Người thắng trận                                    | Người thua cuộc                                     | Tỷ số                                               |
| ---------------------------------------------------------------------------------- | --------------------------------------------------- | --------------------------------------------------- | --------------------------------------------------- |
| Bán kết đơn nam                                                                    | Stefanos Tsitsipas [5]                              | Alexander Zverev [6]                                | 6–3, 6–3, 4–6, 4–6, 6–3                             |
| Bán kết đơn nam                                                                    | Novak Djokovic [1]                                  | Rafael Nadal [3]                                    | 3–6, 6–3, 7–6(7–4), 6–2                             |
| Trận đấu trên Sân Simonne Mathieu                                                  |                                                     |                                                     |                                                     |
| Sự kiện                                                                            | Người thắng trận                                    | Người thua cuộc                                     | Tỷ số                                               |
| Bán kết đôi nữ                                                                     | Barbora Krejčíková [2] Kateřina Siniaková [2]       | Magda Linette Bernarda Pera                         | 6–1, 6–2                                            |
| Bán kết đôi nữ                                                                     | Bethanie Mattek-Sands [14] Iga Świątek [14]         | Irina-Camelia Begu Nadia Podoroska                  | 6–3, 6–4                                            |
| Các trận đấu bắt đầu vào 12 giờ trưa CEST (3 giờ chiều trên Sân Philippe Chatrier) |                                                     |                                                     |                                                     |

### Ngày 14 (12 tháng 6)
- Hạt giống bị loại:
  - Đơn nữ:  Anastasia Pavlyuchenkova [31]
- Lịch thi đấu

| Trận đấu trên Sân chính                            | Trận đấu trên Sân chính                            | Trận đấu trên Sân chính                            | Trận đấu trên Sân chính                            |
| Trận đấu trên Sân Philippe Chatrier (Center Court) | Trận đấu trên Sân Philippe Chatrier (Center Court) | Trận đấu trên Sân Philippe Chatrier (Center Court) | Trận đấu trên Sân Philippe Chatrier (Center Court) |
| Sự kiện                                            | Người thắng trận                                   | Người thua cuộc                                    | Tỷ số                                              |
| -------------------------------------------------- | -------------------------------------------------- | -------------------------------------------------- | -------------------------------------------------- |
| Chung kết đơn nữ                                   | Barbora Krejčíková                                 | Anastasia Pavlyuchenkova [31]                      | 6–1, 2–6, 6–4                                      |
| Chung kết đôi nam                                  | Pierre-Hugues Herbert [6] Nicolas Mahut [6]        | Alexander Bublik Andrey Golubev                    | 4–6, 7–6(7–1), 6–4                                 |
| Các trận đấu bắt đầu vào 3 giờ chiều CEST          |                                                    |                                                    |                                                    |

### Ngày 15 (13 tháng 6)
- Hạt giống bị loại:
  - Đơn nam:  Stefanos Tsitsipas [5]
  - Đôi nữ:  Bethanie Mattek-Sands /  Iga Świątek [14]
- Lịch thi đấu

| Trận đấu trên Sân chính                             | Trận đấu trên Sân chính                             | Trận đấu trên Sân chính                             | Trận đấu trên Sân chính                             |
| Trận đấu trên Sân Philippe Chatrier (Sân Trung tâm) | Trận đấu trên Sân Philippe Chatrier (Sân Trung tâm) | Trận đấu trên Sân Philippe Chatrier (Sân Trung tâm) | Trận đấu trên Sân Philippe Chatrier (Sân Trung tâm) |
| Sự kiện                                             | Người thắng trận                                    | Người thua cuộc                                     | Tỷ số                                               |
| --------------------------------------------------- | --------------------------------------------------- | --------------------------------------------------- | --------------------------------------------------- |
| Chung kết đôi nữ                                    | Barbora Krejčíková [2] Kateřina Siniaková [2]       | Bethanie Mattek-Sands [14] Iga Świątek [14]         | 6–4, 6–2                                            |
| Chung kết đơn nam                                   | Novak Djokovic [1]                                  | Stefanos Tsitsipas [5]                              | 6–7(6–8), 2–6, 6–3, 6–2, 6–4                        |
| Các trận đấu bắt đầu vào 11:30 sáng CEST            |                                                     |                                                     |                                                     |

## Hạt giống đơn

### Đơn nam
Dưới đây là những tay vợt được xếp loại hạt giống. Hạt giống dựa trên bảng xếp hạng ATP vào ngày 24 tháng 5 năm 2021, trong khi xếp hạng và điểm trước vào ngày 31 tháng 5 năm 2021. Vì giải đấu hoãn lại 1 tuần, điểm của tuần vào ngày 10 tháng 6 năm 2019 bao gồm kết quả từ Stuttgart và 's-Hertogenbosch.
| Hạt giống | Xếp hạng | Tay vợt               | Điểm trước | Điểm 2019 | Điểm 2020 | Điểm giảm | Điểm thắng | Điểm sau | Thực trạng                                       |
| --------- | -------- | --------------------- | ---------- | --------- | --------- | --------- | ---------- | -------- | ------------------------------------------------ |
| 1         | 1        | Novak Djokovic        | 11,313     | 720       | 1,200     | 600       | 2,000      | 12,713   | Vô địch, đánh bại Stefanos Tsitsipas [5]         |
| 2         | 2        | Daniil Medvedev       | 9,793      | 10+10     | 10        | 10+5      | 360        | 10,138   | Tứ kết thua trước Stefanos Tsitsipas [5]         |
| 3         | 3        | Rafael Nadal          | 9,630      | 2,000     | 2,000     | 1,280     | 720        | 8,350    | Bán kết thua trước Novak Djokovic [1]            |
| 4         | 4        | Dominic Thiem         | 8,445      | 1,200     | 360       | 1,020     | 10         | 7,435    | Vòng 1 thua trước Pablo Andújar                  |
| 5         | 5        | Stefanos Tsitsipas    | 7,500      | 180+10    | 720       | 360       | 1,200      | 8,340    | Á quân, thua trước Novak Djokovic [1]            |
| 6         | 6        | Alexander Zverev      | 6,990      | 360       | 180       | 270       | 720        | 7,440    | Bán kết thua trước Stefanos Tsitsipas [5]        |
| 7         | 7        | Andrey Rublev         | 6,090      | 0         | 360       | 180       | 10         | 5,910    | Vòng 1 thua trước Jan-Lennard Struff             |
| 8         | 8        | Roger Federer         | 5,605      | 720       | 0         | 720       | 180        | 5,065    | Vòng 4 rút lui do lo ngại về tình trạng thể chất |
| 9         | 9        | Matteo Berrettini     | 3,958      | 45+250    | 90        | 180       | 360        | 4,103    | Tứ kết thua trước Novak Djokovic [1]             |
| 10        | 10       | Diego Schwartzman     | 3,465      | 45        | 720       | 360       | 360        | 3,465    | Tứ kết thua trước Rafael Nadal [3]               |
| 11        | 11       | Roberto Bautista Agut | 3,215      | 90        | 90        | 90        | 45         | 3,170    | Vòng 2 thua trước Henri Laaksonen [Q]            |
| 12        | 12       | Pablo Carreño Busta   | 3,085      | 90        | 360       | 180       | 180        | 3,085    | Vòng 4 thua trước Stefanos Tsitsipas [5]         |
| 13        | 13       | David Goffin          | 2,875      | 90+45     | 10        | 45        | 10         | 2,830    | Vòng 1 thua trước Lorenzo Musetti                |
| 14        | 15       | Gaël Monfils          | 2,713      | 180+10    | 10        | 180       | 45         | 2,568    | Vòng 2 thua trước Mikael Ymer                    |
| 15        | 16       | Casper Ruud           | 2,690      | 90        | 90        | 45        | 90         | 2,735    | Vòng 3 thua trước Alejandro Davidovich Fokina    |
| 16        | 17       | Grigor Dimitrov       | 2,521      | 90        | 180       | 90        | 10         | 2,441    | Vòng 1 bỏ cuộc trước Marcos Giron                |
| 17        | 18       | Milos Raonic          | 2,518      | 0+90      | 0         | 45        | 0          | 2,473    | Rút lui vì lý do cá nhân                         |
| 18        | 19       | Jannik Sinner         | 2,500      | (48)†     | 360       | 180       | 180        | 2,500    | Vòng 4 thua trước Rafael Nadal [3]               |
| 19        | 20       | Hubert Hurkacz        | 2,498      | 10        | 10        | 10        | 10         | 2,498    | Vòng 1 thua trước Botic van de Zandschulp [Q]    |
| 20        | 21       | Félix Auger-Aliassime | 2,423      | 0+150     | 10        | 10+75     | 10         | 2,348    | Vòng 1 thua trước Andreas Seppi                  |
| 21        | 22       | Alex de Minaur        | 2,350      | 45+45     | 10        | 22+22     | 45         | 2,349    | Vòng 2 thua trước Marco Cecchinato               |
| 22        | 23       | Cristian Garín        | 2,350      | 45+45     | 90        | 45+22     | 180        | 2,463    | Vòng 4 thua trước Daniil Medvedev [2]            |
| 23        | 25       | Karen Khachanov       | 2,280      | 360+10    | 180       | 100       | 45         | 2,010    | Vòng 2 thua trước Kei Nishikori                  |
| 24        | 26       | Aslan Karatsev        | 2,245      | (18)†     | 16        | 16        | 45         | 2,274    | Vòng 2 thua trước Philipp Kohlschreiber [PR]     |
| 25        | 27       | Dan Evans             | 2,195      | 10+125    | 10        | 90        | 10         | 2,105    | Vòng 1 thua trước Miomir Kecmanović              |
| 26        | 28       | Lorenzo Sonego        | 2,132      | 10        | 180       | 90        | 10         | 2,042    | Vòng 1 thua trước Lloyd Harris                   |
| 27        | 29       | Fabio Fognini         | 1,933      | 180       | 10        | 180       | 90         | 1,843    | Vòng 3 thua trước Federico Delbonis              |
| 28        | 31       | Nikoloz Basilashvili  | 1,785      | 10+10     | 10        | 10+5      | 45         | 1,820    | Vòng 2 thua trước Carlos Alcaraz [Q]             |
| 29        | 32       | Ugo Humbert           | 1,780      | 10        | 10        | 10        | 10         | 1,780    | Vòng 1 thua trước Ričardas Berankis              |
| 30        | 33       | Taylor Fritz          | 1,760      | 45        | 90        | 45        | 45         | 1,760    | Vòng 2 thua trước Dominik Koepfer                |
| 31        | 34       | John Isner            | 1,730      | 0         | 45        | 45        | 90         | 1,775    | Vòng 3 thua trước Stefanos Tsitsipas [5]         |
| 32        | 35       | Reilly Opelka         | 1,726      | 10        | 10        | 10        | 90         | 1,806    | Vòng 3 thua trước Daniil Medvedev [2]            |

† Tay vợt không vượt qua vòng loại ở giải đấu năm 2019. Thay vào đó, điểm đại diện từ ATP Challenger Tour 2019.

### Đơn nữ
Dưới đây là những tay vợt được xếp loại hạt giống. Hạt giống dựa trên bảng xếp hạng WTA vào ngày 24 tháng 5 năm 2021, trong khi xếp hạng và điểm trước vào ngày 31 tháng 5 năm 2021. Vì giải đấu hoãn lại 1 tuần, điểm của tuần vào ngày 10 tháng 6 năm 2019 bao gồm kết quả từ Nottingham. Điểm bảo vệ từ 's-Hertogenbosch không được tính vào điểm giảm.
| Hạt giống | Xếp hạng | Tay vợt                  | Điểm trước | Điểm 2019 | Điểm 2020 | Điểm thắng | Điểm sau | Thực trạng                                      |
| --------- | -------- | ------------------------ | ---------- | --------- | --------- | ---------- | -------- | ----------------------------------------------- |
| 1         | 1        | Ashleigh Barty           | 10,175     | 2,000     | -         | 70         | 8,245    | Vòng 2 bỏ cuộc trước Magda Linette              |
| 2         | 2        | Naomi Osaka              | 7,461      | 130       | -         | 70         | 7,401    | Vòng 2 rút lui do vấn đề sức khỏe               |
| 3         | 4        | Aryna Sabalenka          | 6,195      | 70        | 130       | 130        | 6,195    | Vòng 3 thua trước Anastasia Pavlyuchenkova [31] |
| 4         | 5        | Sofia Kenin              | 5,865      | 240       | 1,300     | 240        | 5,865    | Vòng 4 thua trước Maria Sakkari [17]            |
| 5         | 6        | Elina Svitolina          | 5,835      | 130       | 430       | 130        | 5,835    | Vòng 3 thua trước Barbora Krejčíková            |
| 6         | 7        | Bianca Andreescu         | 5,325      | 70        | -         | 10         | 5,265    | Vòng 1 thua trước Tamara Zidanšek               |
| 7         | 8        | Serena Williams          | 4,821      | 130       | 70        | 240        | 4,931    | Vòng 4 thua trước Elena Rybakina [21]           |
| 8         | 9        | Iga Świątek              | 4,435      | 240       | 2,000     | 430        | 4,435    | Tứ kết thua trước Maria Sakkari [17]            |
| 9         | 10       | Karolína Plíšková        | 4,345      | 130       | 70        | 70         | 4,285    | Vòng 2 thua trước Sloane Stephens               |
| 10        | 11       | Belinda Bencic           | 4,140      | 130       | -         | 70         | 4,080    | Vòng 2 thua trước Daria Kasatkina               |
| 11        | 12       | Petra Kvitová            | 4,115      | 0         | 780       | 70         | 4,115    | Vòng 2 rút lui do chấn thương mắt cá chân       |
| 12        | 13       | Garbiñe Muguruza         | 4,110      | 240       | 130       | 10         | 4,000    | Vòng 1 thua trước Marta Kostyuk                 |
| 13        | 14       | Jennifer Brady           | 3,830      | 70+110    | 10        | 70+130     | 3,830    | Vòng 3 bỏ cuộc trước Coco Gauff [24]            |
| 14        | 15       | Elise Mertens            | 3,685      | 130       | 130       | 130        | 3,685    | Vòng 3 thua trước Maria Sakkari [17]            |
| 15        | 16       | Victoria Azarenka        | 3,526      | 70        | 70        | 240        | 3,696    | Vòng 4 thua trước Anastasia Pavlyuchenkova [31] |
| 16        | 17       | Kiki Bertens             | 3,220      | 70        | 240       | 10         | 3,220    | Vòng 1 thua trước Polona Hercog                 |
| 17        | 18       | Maria Sakkari            | 2,830      | 70        | 130       | 780        | 3,480    | Bán kết thua trước Barbora Krejčíková           |
| 18        | 19       | Karolína Muchová         | 2,816      | 70        | 10        | 130        | 2,876    | Vòng 3 thua trước Sloane Stephens               |
| 19        | 20       | Johanna Konta            | 2,756      | 780       | 10        | 10         | 1,986    | Vòng 1 thua trước Sorana Cîrstea                |
| 20        | 21       | Markéta Vondroušová      | 2,746      | 1,300     | 10        | 240        | 1,686    | Vòng 4 thua trước Paula Badosa [33]             |
| 21        | 22       | Elena Rybakina           | 2,683      | 40        | 70        | 430        | 3,043    | Tứ kết thua trước Anastasia Pavlyuchenkova [31] |
| 22        | 23       | Petra Martić             | 2,660      | 430       | 130       | 10         | 2,360    | Vòng 1 thua trước Camila Giorgi                 |
| 23        | 24       | Madison Keys             | 2,606      | 430       | 10        | 130        | 2,306    | Vòng 3 thua trước Victoria Azarenka [15]        |
| 24        | 25       | Coco Gauff               | 2,420      | 20        | 70        | 430        | 2,780    | Tứ kết thua trước Barbora Krejčíková            |
| 25        | 26       | Ons Jabeur               | 2,415      | 10        | 240       | 240        | 2,415    | Vòng 4 thua trước Coco Gauff [24]               |
| 26        | 27       | Angelique Kerber         | 2,320      | 10        | 10        | 10         | 2,320    | Vòng 1 thua trước Anhelina Kalinina [Q]         |
| 27        | 28       | Alison Riske             | 2,222      | 10+70     | 10        | 0          | 2,152    | Rút lui do chấn thương đầu gối phải             |
| 28        | 29       | Jessica Pegula           | 2,219      | 10        | 10        | 130        | 2,339    | Vòng 3 thua trước Sofia Kenin [4]               |
| 29        | 30       | Veronika Kudermetova     | 2,160      | 130       | 70        | 70         | 2,100    | Vòng 2 thua trước Kateřina Siniaková            |
| 30        | 31       | Anett Kontaveit          | 2,145      | 10        | 10        | 130        | 2,265    | Vòng 3 thua trước Iga Świątek [8]               |
| 31        | 32       | Anastasia Pavlyuchenkova | 2,070      | 10        | 70        | 1300       | 3,300    | Á quân, thua trước Barbora Krejčíková           |
| 32        | 34       | Ekaterina Alexandrova    | 1,940      | 130       | 130       | 70         | 1,940    | Vòng 2 thua trước Barbora Krejčíková            |
| 33        | 35       | Paula Badosa             | 1,870      | (18)†     | 240       | 430        | 2,060    | Tứ kết thua trước Tamara Zidanšek               |

†Tay vợt không vượt qua vòng loại ở giải đấu năm 2019. Thay vào đó, điểm tốt nhất của lần 16 sẽ được thay thế vào.

## Hạt giống đôi
| Hạt giống | Xếp hạng | Đội                   | Đội                    |
| --------- | -------- | --------------------- | ---------------------- |
| 1         | 3        | Nikola Mektić         | Mate Pavić             |
| 2         | 7        | Juan Sebastián Cabal  | Robert Farah           |
| 3         | 15       | Rajeev Ram            | Joe Salisbury          |
| 4         | 16       | Marcel Granollers     | Horacio Zeballos       |
| 5         | 19       | Ivan Dodig            | Filip Polášek          |
| 6         | 26       | Pierre-Hugues Herbert | Nicolas Mahut          |
| 7         | 33       | Jamie Murray          | Bruno Soares           |
| 8         | 35       | Łukasz Kubot          | Marcelo Melo           |
| 9         | 39       | Kevin Krawietz        | Horia Tecău            |
| 10        | 40       | John Peers            | Michael Venus          |
| 11        | 40       | Wesley Koolhof        | Jean-Julien Rojer      |
| 12        | 45       | Henri Kontinen        | Édouard Roger-Vasselin |
| 13        | 58       | Jérémy Chardy         | Fabrice Martin         |
| 14        | 61       | Sander Gillé          | Joran Vliegen          |
| 15        | 66       | Raven Klaasen         | Ben McLachlan          |
| 16        | 75       | Marcus Daniell        | Philipp Oswald         |

| Hạt giống | Xếp hạng | Đội                   | Đội                |
| --------- | -------- | --------------------- | ------------------ |
| 1         | 5        | Hsieh Su-wei          | Elise Mertens      |
| 2         | 15       | Barbora Krejčíková    | Kateřina Siniaková |
| 3         | 19       | Nicole Melichar       | Demi Schuurs       |
| 4         | 26       | Shuko Aoyama          | Ena Shibahara      |
| 5         | 32       | Alexa Guarachi        | Desirae Krawczyk   |
| 6         | 42       | Chan Hao-ching        | Latisha Chan       |
| 7         | 45       | Tímea Babos           | Vera Zvonareva     |
| 8         | 55       | Xu Yifan              | Zhang Shuai        |
| 9         | 62       | Sharon Fichman        | Giuliana Olmos     |
| 10        | 68       | Lucie Hradecká        | Laura Siegemund    |
| 11        | 69       | Darija Jurak          | Andreja Klepač     |
| 12        | 73       | Monica Niculescu      | Jeļena Ostapenko   |
| 13        | 73       | Ellen Perez           | Zheng Saisai       |
| 14        | 75       | Bethanie Mattek-Sands | Iga Świątek        |
| 15        | 82       | Ashleigh Barty        | Jennifer Brady     |
| 16        | 87       | Nadiia Kichenok       | Raluca Olaru       |

### Đôi nam nữ
| Hạt giống | Xếp hạng | Đội                | Đội            |
| --------- | -------- | ------------------ | -------------- |
| 1         | 17       | Barbora Krejčíková | Filip Polášek  |
| 2         | 17       | Nicole Melichar    | Rajeev Ram     |
| 3         | 23       | Demi Schuurs       | Wesley Koolhof |
| 4         | 24       | Xu Yifan           | Bruno Soares   |

- Bảng xếp hạng vào ngày 24 tháng 5 năm 2021.

## Nhà vô địch

### Đơn nam
- Novak Djokovic đánh bại  Stefanos Tsitsipas 6–7(6–8), 2–6, 6–3, 6–2, 6–4

### Đơn nữ
- Barbora Krejčíková đánh bại  Anastasia Pavlyuchenkova 6–1, 2–6, 6–4

### Đôi nam
- Pierre-Hugues Herbert /  Nicolas Mahut đánh bại  Alexander Bublik /  Andrey Golubev 4–6, 7–6(7–1), 6–4

### Đôi nữ
- Barbora Krejčíková /  Kateřina Siniaková đánh bại  Bethanie Mattek-Sands /  Iga Świątek 6–4, 6–2

### Đôi nam nữ
- Desirae Krawczyk /  Joe Salisbury đánh bại  Elena Vesnina /  Aslan Karatsev, 2–6, 6–4, [10–5]

### Đơn nam xe lăn
- Alfie Hewett đánh bại  Shingo Kunieda, 6–3, 6–4

### Đơn nữ xe lăn
- Diede de Groot đánh bại  Yui Kamiji, 6–4, 6–3

### Đôi nam xe lăn
- Alfie Hewett /  Gordon Reid đánh bại  Stéphane Houdet /  Nicolas Peifer, 6–3, 6–0

### Đôi nữ xe lăn
- Diede de Groot /  Aniek van Koot đánh bại  Yui Kamiji /  Jordanne Whiley, 6–3, 6–4

### Đơn xe lăn quad
- Dylan Alcott đánh bại  Sam Schröder, 6–4, 6–2

### Đôi xe lăn quad
- Andy Lapthorne /  David Wagner đánh bại  Dylan Alcott /  Sam Schröder, 7–6(7–1), 4–6, [10–7]

### Đơn nam trẻ
- Luca Van Assche đánh bại  Arthur Fils, 6–4, 6–2

### Đơn nữ trẻ
- Linda Nosková đánh bại  Erika Andreeva, 7–6(7–3), 6–3

### Đôi nam trẻ
- Arthur Fils /  Giovanni Mpetshi Perricard đánh bại  Martin Katz /  German Samofalov, 7–5, 6–2

### Đôi nữ trẻ
- Alex Eala /  Oksana Selekhmeteva đánh bại  Maria Bondarenko /  Amarissa Kiara Tóth, 6–0, 7–5

## Điểm và tiền thưởng

### Phân phối điểm
Dưới đây là bảng phân bố điểm cho từng giai đoạn của giải đấu.

#### Vận động viên chuyên nghiệp
| Sự kiện | VĐ   | CK   | BK  | TK  | Vòng 1/16 | Vòng 1/32 | Vòng 1/64 | Vòng 1/128 | Q  | Q3 | Q2 | Q1 |
| Đơn nam | 2000 | 1200 | 720 | 360 | 180       | 90        | 45        | 10         | 25 | 16 | 8  | 0  |
| Đôi nam | 2000 | 1200 | 720 | 360 | 180       | 90        | 0         | —          | —  | —  | —  | —  |
| Đơn nữ  | 2000 | 1300 | 780 | 430 | 240       | 130       | 70        | 10         | 40 | 30 | 20 | 2  |
| Đôi nữ  | 2000 | 1300 | 780 | 430 | 240       | 130       | 10        | —          | —  | —  | —  | —  |

| Sự kiện  | VĐ  | CK  | BK/Hạng 3 | TK/Hạng 4 |
| Đơn      | 800 | 500 | 375       | 100       |
| Đôi      | 800 | 500 | 100       | —         |
| Đơn quad | 800 | 500 | 100       | —         |
| Đôi quad | 800 | 100 | —         | —         |

| Sự kiện     | VĐ   | CK  | BK  | TK  | Vòng 1/16 | Vòng 1/32 | Q  | Q3 |
| Đơn nam trẻ | 1000 | 600 | 370 | 200 | 100       | 45        | 30 | 20 |
| Đơn nữ trẻ  | 1000 | 600 | 370 | 200 | 100       | 45        | 30 | 20 |
| Đôi nam trẻ | 750  | 450 | 275 | 150 | 75        | —         | —  | —  |
| Đôi nữ trẻ  | 750  | 450 | 275 | 150 | 75        | —         | —  | —  |

### Tiền thưởng
Khoảng một tháng trước khi giải đấu bắt đầu, tổng số tiền được công bố là €34,367,215, giảm 10.53% so với tổng số tiền năm 2020.
| Sự kiện          | VĐ         | CK       | BK       | TK       | 1/16     | 1/32     | 1/64    | 1/128   | Q3      | Q2      | Q1      |
| Đơn              | €1,400,000 | €750,000 | €375,000 | €255,000 | €170,000 | €113,000 | €84,000 | €60,000 | €25,600 | €16,000 | €10,000 |
| Đôi*             | €244,295   | €144,074 | €84,749  | €49,853  | €29,325  | €17,250  | €11,500 | —       | —       | —       | —       |
| Đôi nam nữ*      | €122,000   | €61,000  | €31,000  | €17,500  | €10,000  | —        | —       | —       | —       | —       | —       |
| Đơn xe lăn       | €53,000    |          |          |          | —        | —        | —       | —       | —       | —       | —       |
| Đôi xe lăn*      | €16,000    |          |          | —        | —        | —        | —       | —       | —       | —       | —       |
| Đơn xe lăn quad  | €20,000    |          |          | —        | —        | —        | —       | —       | —       | —       | —       |
| Đôi xe lăn quad* | €4,000     |          | —        | —        | —        | —        | —       | —       | —       | —       | —       |

*mỗi đội

## Liên kết ngaòi
- Roland Garros